# Långholmen (vid Pellinge, Borgå)
Långholmen är en ö i Finland. Den ligger i Finska viken och i kommunen Borgå i landskapet Nyland, i den södra delen av landet. Ön ligger omkring 44 kilometer öster om Helsingfors.
Öns area är 5,3 hektar och dess största längd är 470 meter i nord-sydlig riktning.